# Euxoa sublata
Euxoa sublata är en fjärilsart som beskrevs av Corti 1931. Euxoa sublata ingår i släktet Euxoa och familjen nattflyn. Inga underarter finns listade i Catalogue of Life.